# Diary (canción)
«Diary» es una canción grabada por la cantautora estadounidense Alicia Keys con Tony! Toni! Toné! para su segundo álbum de estudio The Diary of Alicia Keys (2003).  Se lanzó el 24 de mayo de 2004 como el tercer sencillo del álbum. En un momento, "Diary" había sido lanzado como el lado A de «If I Ain't Got You».

## Recepción
Mark Anthony Neal de PopMatters dijo que la «escasa producción» de la canción «le da a Keys un amplio espacio para desarrollar sus ideas». Fue nominada a Mejor interpretación de R&B por un dúo o grupo en los premios Grammy de 2005. La canción alcanzó el puesto número ocho en el Billboard Hot 100 y el número dos en Hot R&B/Hip-Hop Songs.

## Listas y formatos
- Estados Unidos CD sencillo promocional[5]

1. «Diary» (Radio Edit) – 4:28
2. «Diary» (Instrumental) – 4:45
3. «Diary» (Call Out Hook) – 0:10
4. «Diary» (Radio Edit) (MP3 format) – 4:28

- Estados Unidos 12 pulgadas Maxisencillo promocional[6]

A1. «Diary» (Radio Edit) – 4:28
A2. «Diary» (Instrumental) – 4:45
B1. «Diary» (Versión álbum) – 4:45
B2. «Diary» (Acapela) – 4:45
- Estados Unidos 12 pulgadas Maxisencillo (Hani Mixes)[7]

A1. «Diary» (Hani Extended Club Mix) – 9:00
B1. «Diary» (Hani Mixshow) – 5:11
B2. «Diary» (Hani Dub) – 6:11
- EP Digital (Dance Vault Remixes)[8]

1. «Diary» (Hani Mix) – 3:48
2. «Diary» (Hani Mixshow) – 5:10
3. «Diary» (Hani Extended Club Mix) – 8:58
4. «Diary» (Hani Dub) – 6:08
5. «Diary» (Vídeo musical)

## Posicionamiento en listas
| Listas (2004-2005)                                 | Mejor posición |
| -------------------------------------------------- | -------------- |
| Estados Unidos (Billboard Hot 100)                 | 8              |
| Estados Unidos (Adult R&B Songs)                   | 1              |
| Estados Unidos (Dance Club Songs) Hani Mixes       | 1              |
| Estados Unidos (Dance/Mix Show Airplay) Hani Mixes | 3              |
| Estados Unidos (Hot R&B/Hip-Hop Songs)             | 2              |

| Listas (2004)                          | Mejor posición |
| -------------------------------------- | -------------- |
| Estados Unidos (Billboard Hot 100)     | 34             |
| Estados Unidos (Hot R&B/Hip-Hop Songs) | 4              |

| Listas (2005)                          | Mejor posición |
| -------------------------------------- | -------------- |
| Estados Unidos (Hot R&B/Hip-Hop Songs) | 53             |

| Listas (2000-2009)                     | Mejor posición |
| -------------------------------------- | -------------- |
| Estados Unidos (Hot R&B/Hip-Hop Songs) | 21             |

## Certificaciones
| País (organismo certificador) | Certificación | Unidades certificadas |
| ----------------------------- | ------------- | --------------------- |
| Estados Unidos (RIAA)         | Oro           | 500 000               |